# Filippo Fiorelli
Pour les articles homonymes, voir Fiorelli.
Filippo Fiorelli, né le 19 novembre 1994 à Palerme en Sicile, est un coureur cycliste italien.

## Biographie
Filippo Fiorelli est originaire de Palerme, une localité située en Sicile. Il participe à ses premières courses cyclistes en 2013 vers l'âge de vingt ans,.
Alors amateur, il remporte une étape du Tour de Bulgarie en 2016. Les années suivantes, il se met en évidence chez les amateurs italiens en obtenant plusieurs victoires. 
En 2019, il remporte le Tour d'Albanie, devant trois coureurs professionnels de l’équipe Neri Sottoli-Selle Italia-KTM. Il confirme ensuite à un niveau plus relevé en terminant seizième de l'Adriatica Ionica Race avec la sélection nationale italienne puis vingt-et-unième du Tour de l'Utah, en tant que stagiaire de l'équipe Nippo-Vini Fantini-Faizanè
Il passe professionnel en 2020, à 26 ans, au sein de l'équipe Bardiani CSF-Faizanè.

## Palmarès
- 2015
  - 3e du Gran Premio Capodarco
- 2016
  - 2e étape du Tour de Bulgarie
  - 3e du Gran Premio Sportivi San Vigilio
- 2017
  - 2e du Circuito del Termen
- 2018
  - Trophée de la ville de San Giovanni
  - Trofeo Tosco-Umbro
  - Coppa Bologna
  - Trofeo Viguzzolo
  - 2e du Mémorial Filippo Micheli
  - 2e de la Coppa Giulio Burci
  - 2e du Grand Prix de la ville de Montegranaro
  - 2e du Trofeo Comune di Lamporecchio
- 2019
  - Trophée Learco Guerra
  - Tour d'Albanie : 
    - Classement général
    - 4e étape

  - Trophée de la ville de Rieti
  - Gran Premio Comune di Cerreto Guidi
  - Trofeo SS Addolorata
  - 2e du Gran Premio La Torre
  - 2e du Trophée Tempestini Ledo
  - 2e du Grand Prix de la ville de Montegranaro
  - 2e du Trofeo Comune di Lamporecchio
  - 2e du Grand Prix Colli Rovescalesi
  - 3e du Trophée Matteotti amateurs
  - 3e du Giro del Montalbano
  - 3e de la Coppa Ciuffenna
- 2021
  - Poreč Trophy
  - 2e du Grand Prix Adria Mobil
  - 2e du Grand Prix International de Rhodes
- 2022
  - 1re étape du Sibiu Cycling Tour
  - 5e de la Bretagne Classic
- 2023
  - 2e du GP Goriska & Vipava Valley

## Résultats sur les grands tours

### Tour d'Italie
6 participations
- 2020 : 109e
- 2021 : 108e
- 2022 : abandon (5e étape)
- 2023 : 114e
- 2024 : 77e
- 2025 : 89e

## Classement mondiaux
| Année                                 | 2015 | 2016  | 2017  | 2018 | 2019  | 2020 | 2021 | 2022 | 2023 | 2024 |
| ------------------------------------- | ---- | ----- | ----- | ---- | ----- | ---- | ---- | ---- | ---- | ---- |
| Classement mondial                    |      | 1572e | 2609e | nc   | 1127e | 693e | 249e | 201e | 233e | 470e |
| UCI Europe Tour                       | 616e | 1060e | 1735e | nc   | 798e  | 557e | 212e | 164e | nc   | nc   |
|                                       |      |       |       |      |       |      |      |      |      |      |
| Légende : nc = non classéSource : UCI |      |       |       |      |       |      |      |      |      |      |